# Щогодинна молитва святителя Йоасафа (Горленка)
Щогодинна молитва святителя Йоасафа (Горленка)— позалітургійна авторська подвижницька молитва, авторство якої пов'язане з подвижницькою діяльністю святителя Йоасафа (Горленка).

## Історія виникнення
Точну дату виникнення тексту не встановлено, найчастіше автори книг про Йоасафа хронологічно відносять цей текст до останнього (білгородського) періоду життя святителя (1748—1754 роки).

## Богословський аналіз
Текст Щогодинної молитви святителя Йоасафа (Горленка) докладно аналізувався В. Д. Жеваховим та С. А. Нілусом у книзі «Молитва святителя Іоасафа Білгородського і всієї Росії чудотворця (1705—1754): досвід короткого коментаря», яка витримала три видання.
У своєму аналізі, опублікованому в 1912—1915 роках у цій книзі, В.Д.Жевахов підкреслював ряд подвижницьких символів, що застосовувалися Йоасафом в нічному молитовному подвигу:
- Текст молитви складається з двох пропозицій, обидві з яких — прохання, що відображають світогляд і настрій святителя, характеризують його особистість[2].
- Перше з прохань характеризує усвідомлення Йоасафом спокутної ролі земного життя Христа[2], а також необхідність особистої участі святителя у справі його власного духовного спасіння[2], про погляд на Христа як на «Примирителя з Правосуддям Божим», розуміння сили Христа як джерела милосердя та божественної Правди[2]
- Друге прохання присвячене подяці Христа Йоасафом, зверненню глибокої подяки святителя за межі земного життя християнина[2]. На думку В.Д.Жевахова, святитель бачив і глибоко сумував про те, що людство не вдячне Христу за його спокутну жертву, і з такою ж скорботою стежив за своїм і єпархіальним духовним життям.[2] У той же час, усвідомлюючи, що земна мандрівка закінчується разом зі смертю, Йоасаф просить Христа прийняти його дух не заради нього самого, а заради молитов Пречистої Богоматері[2]
- Завершуючи свій аналіз, В. Д. Жевахов піднімає перед віруючими ключові значення Щогодинної молитви — почуття подяки до Христа за його спокутні страждання, усвідомлення земного життя як шляху мандрівок до Царства Небесного[2], а также вопросам чувства долга перед всеми сторонами подвига[2], та значення фрази «Ми — Христові люди»[2].

## Відображення в музиці
Починаючи з 1909 року (за іншими даними — з 1907), до тексту Щогодинної молитви Іоасафа Білгородського стали виявляти увагу російські композитори, як церковні, так і академічні. Поява цих духовно-музичних позалітургійних творів, що за часом збіглася з активною діяльністю композиторів Нового напряму російської духовної музики, стала початком розвитку нового позалітургійного жанру російської церковної музики. За богослужінням співу на текст Щогодинної молитви можуть виконуватися на Літургії 4 (17) вересня та 10 (23) грудня після причетного вірша.
До появи шуканих творів у Російській імперії та на території сучасної України нi було зафіксовано випадків створення духовно-музичних творів на тексти авторських подвижницьких молитов. Також час створення цих творів, як і процес канонізації святителя Йоасафа, протікало паралельно розвитку творчості композиторів Нового напряму російської духовної музики, при цьому естетичні основи обох напрямків композиторської діяльності взаємоперетиналися.
Структура духовно-музичних творів на текст Щогодинної молитви здебільшого спирається на структуру тексту, описану В.Д.Жеваховим:
- У зв'язку з виданням А. І. Маляревським у Санкт-Петербурзі книги «Святитель Йоасаф, єпископ Бєлгородський. Читання зі світловими картинами для шкіл і народу», в якій виконання хорових партитур на текст молитви рекомендувалося як методичне вказівки до читання книги, на цей текст були написані твори священика Д. В. Аллеманова (1909), А. К. Лядова (1910, перекладено в 2010-ті ігуменією Єлисаветою (Жегалової)) і регента Казанського собору Санкт-Петербурга В. А. Фатєєва (1910)
- У 1912 році в Києві, з нагоди виходу книги В. Д. Жевахова з коментарем тексту молитви, в ній була опублікована партитура композитора – уродженця сучасної Полтавської області України О. П. Орловського[sheet 1]. У тому ж році Жевахов дав цензурний дозвіл на видання ще трьох творів Орловського.
- Серед представників Троїце-Сергієвої Лаври свої партитури на текст Щогодинної молитви створили уродженець сучасної Черкаської області України[3] ієромонах Натанаїл (Бачкало) (1913)[sheet 2][sheet 3]

О. П. Орловський (1912)